# Pocket (film)
 (juillet 2025).
Pour les articles homonymes, voir Pocket.
Pour plus de détails, voir Fiche technique et Distribution.
Pocket est un court métrage britannique réalisé par James Pilkington, sorti en 1998.

## Synopsis
Arrêté brutalement et jeté en prison, Bryan raconte sa vie du fond de sa cellule. À quatre ans, quand d'autres suçaient leur pouce, il était attiré par les poches des gens et prenait ce qu'il y trouvait. Trahi par ses parents, son obsession allait se transformer.

## Fiche technique
- Titre français : Poche
- Titre original : Pocket
- Réalisation : James Pilkington
- Scénario : James Pilkington
- Production : Rob Mercer
- Son : Darren Murphy
- Photographie : James M. Solan
- Pays d'origine :  Royaume-Uni
- Format : Couleur - Mono - 16 mm/Super 16
- Genre : Comédie
- Durée : 8 min 30
- Date de sortie : 1998

## Distribution
- Bryan à 4 ans : Clive Chasty
- Bryan à 13 ans : Paul Nugent
- Bryan à 23 ans : James Nugent
- La mère : Kate Morgan
- Le père : Angelo Zappone

## Récompenses et nominations

### Récompenses
Pocket a remporté le prix du meilleur court métrage au BBC British Short Film Festival de 1999.

### Nominations
James Pilkington a été nommé comme « meilleur espoir » aux British Independent Film Awards (BIFA) de 1998.